# Wapen van Arnemuiden

Wapen van Arnemuiden

Het wapen van Arnemuiden werd op 31 juli 1817 bevestigd door de Hoge Raad van Adel aan de Zeeuwse gemeente Arnemuiden. Per 1 januari 1997 ging Arnemuiden op in de gemeente Middelburg. Het wapen van Arnemuiden is daardoor definitief komen te vervallen als gemeentewapen.

## Blazoenering
De blazoenering van het wapen luidde als volgt:
Van goud, beladen met een golvende fasce van lazuur, verzeld en chef van twee arenden en en pointe een dubbelde arend, alles van sabel; boven de fasce een tooren van keel. 't Schild gedekt met een kroon met 5 fleurons, alles van goud.
De heraldische kleuren zijn goud (goud of geel), lazuur (blauw), sabel (zwart) en keel (rood). Het schild wordt gedekt met een markiezenkroon. In het register van de Hoge Raad van Adel zelf wordt geen beschrijving gegeven, maar een afbeelding. De beschrijving wijkt enigszins af van de afbeelding. Niet vermeld over de toren is; het zwarte valhek en dat de toren op de fasce staat.

## Verklaring

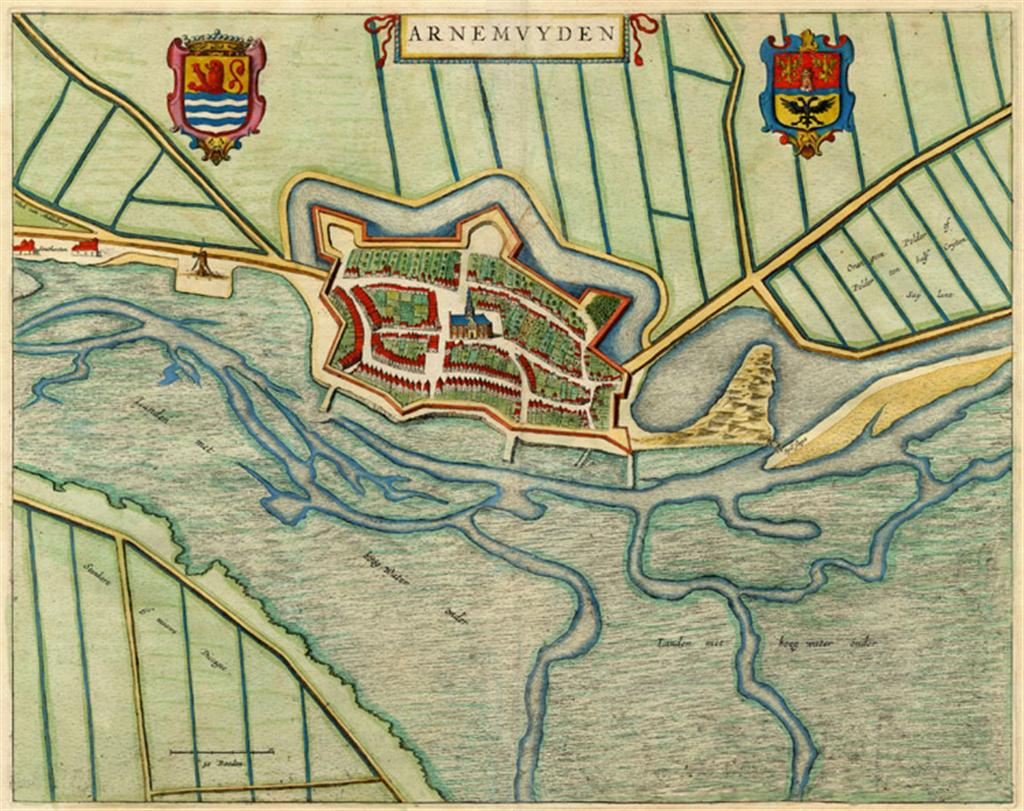
Kaart van Arnemuiden van Blaeu (1649)

In het Wapenboek Gelre begin 15e eeuw, wordt melding gemaakt van het wapen van Gilles van Arnemuiden: van zilver met een schildhoofd van keel, waarop drie adelaars van goud, hetzelfde wapen komt iets later voor in het Wapenboek Beyeren van (waarschijnlijk zijn zoon) Albert.  De adelaars zijn dus terug te vinden het gemeentewapen. De burcht verwijst dan naar het kasteel Te Mortiere bij Arnemuiden die in 1273 gebouwd werd door Floris van Henegouwen. In het kasteel woonden de Heren van Arnemuiden. De golvende dwarsbalk kan een verwijzing zijn naar de positie van Arnemuiden aan zee. Op de hiernaast afgebeelde kaart uit 1649 wordt het wapen van de stad Arnemuiden weergegeven met gouden adelaars en burcht in een rood veld boven de dwarsbalk. Bij de aanvraag in 1815 werd overigens geen verklaring gegeven.

## Verwant wapen

Albert van Armemuiden (Wapenboek Beyeren)
Volgens het register van de Hoge Raad van Adel
Variant uit de 17e eeuw

Aagtekerke
· Aardenburg
· Arnemuiden
· Axel
· Baarland
· Bath
· Biervliet
· Biggekerke
· Bloois
· Bommenede
· Borssele
· Boschkapelle
· Botland
· Breskens
· Brigdamme
· Brijdorpe
· Brouwershaven
· Bruinisse
· Burgh
· Buttinge
· Cadzand
· Clinge
· Colijnsplaat
· Domburg
· Dreischor
· Driewegen
· Duiveland
· Duivendijke
· Elkerzee
· Ellemeet
· Ellewoutsdijk
· Eversdijk
· Gapinge
· Graauw en Langendam
· 's-Gravenpolder
· Grijpskerke
· Groede
· Haamstede
· 's-Heer Abtskerke
· 's-Heer Arendskerke
· 's-Heer Hendrikskinderen
· 's-Heerenhoek
· Heille
· Heinkenszand
· Hengstdijk
· Hoedekenskerke
· Hoek
· Hontenisse
· Hoofdplaat
· Hoogelande
· IJzendijke
· Kapelle
· Kats
· Kattendijke
· Kerkwerve
· Klaaskinderkerke
· Kleverskerke
· Kloetinge
· Koewacht
· Kortgene
· Koudekerke
· Krabbendijke
· Kruiningen
· Looperskapelle
· Maire
· Mariekerke
· Meliskerke
· Middenschouwen
· Nieuw- en Sint Joosland
· Nieuwerkerk
· Nieuwerkerke
· Nieuwlande
· Nieuwvliet
· Nisse
· Noordgouwe
· Noordwelle
· Oostburg
· Oosterland
· Oostkapelle
· Oost-Souburg
· Oost- en West-Souburg
· Ossenisse
· Oud-Vossemeer
· Oudelande
· Ouwerkerk
· Overslag
· Ovezande
· Philippine
· Poortvliet
· Renesse
· Rengerskerke en Zuidland
· Retranchement
· Rilland
· Rilland-Bath
· Ritthem
· Sas van Gent
· Scherpenisse
· Schoondijke
· Schore
· Serooskerke (Schouwen-Duiveland)
· Serooskerke (Veere)
· Sinoutskerke en Baarsdorp
· Sint Anna ter Muiden
· Sint-Annaland
· Sint Jansteen
· Sint Kruis
· Sint Laurens
· Sint-Maartensdijk
· Sint Philipsland
· Sirjansland
· Sluis
· Sluis-Aardenburg
· Stavenisse
· Stoppeldijk
· Valkenisse (Walcheren)
· Valkenisse (Zuid-Beveland)
· Vogelwaarde
· Vrouwenpolder
· Waarde
· Waterlandkerkje
· Wemeldinge
· West-Souburg
· Westdorpe
· Westenschouwen
· Westerschouwen
· Westkapelle
· Westkapelle-Buiten en Sirpoppekerke
· Westkerke
· Wissekerke
· Wissenkerke
· Wolphaartsdijk
· Yerseke
· Zaamslag
· Zierikzee
· Zonnemaire
· Zoutelande
· Zuiddorpe
· Zuidzande
· Zwake

Dorpswapens: Geersdijk
· Hansweert
· Kamperland